# Nhảy hip hop
Nhảy hip hop ý chỉ những phong cách vũ đạo đường phố chủ yếu được trình diễn trên nền nhạc hip hop, hoặc tiến triển thành một phần của nền văn hóa hip hop. Những điệu nhảy này bao gồm một loạt các phong cách đa dạng nhưng chủ yếu là breakdance vốn hình thành từ thập niên 1970 và được các nhóm nhảy đường phố phổ biến ra khắp nước Mỹ.

## Lịch sử
Nhảy hip hop là một phạm trù rộng lớn bao gồm đa dạng các phong cách khác nhau. Những phong cách vũ đạo xưa hơn cả được hình thành từ thập niên 1970 bao gồm uprock, breakdance và các điệu nhảy funk. Breakdance được tạo ra ở quận Bronx, thành phố New York (Hoa Kỳ) vào đầu những năm 1970.